# GRK Varaždin 1930
GRK Varaždin 1930 je rukometni klub iz grada Varaždina, grada kolijevke rukometa u Hrvatskoj. Klupske su boje plava i bijela.
Klub je kroz povijest nastupao pod imenima Tekstilac, Varteks, Varteks Tivar, Varteks-Inkos, Varteks di Caprio i Varteks Varaždin.

## Domaće prvenstvo
Od osnivanja je igrao u nižim ligama. 1971. je dosegnuo drugu ligu u kojoj je ostao do 1979. godine. 1978. je godine bio drugi u 2. ligi. Nakon 1979. je selio po ligama, ušao je u 2. ligu, pa ispao sve do ondašnje 1. hrvatske lige (onda je to bila natjecateljska razina ispod 2. jugoslavenske lige, na neki način 3. hrvatska zonska liga). 1977./78. su igrali u završnici jugoslavenskog kupa.
1985. i 1887. je osvojio seniorsko prvenstvo Hrvatske. (Sloboda iz Varaždina i prvenstvo 1960.)
U 1. HRL nastupali su pod imenom Varteks Tivar do sezone 2000./'01., nakon koje su nastupali pod imenom Varteks di Caprio.
Plasmani po sezonama 1. HRL:
- 1991./92.: -
- 1992./93.: -
- 1993./94.: 4., u doigravanju za prvaka ispali od Zagreba 26:24 i 32:25
- 1994./95.: 5., zbog slabije razlike pogodaka od Karlovačke pivovare nisu išli u doigravanje za prvaka
- 1995./96.: 12., zadnji, ispali iz lige
- 1996./97.: -
- 1997./98.: 10.
- 1998./99.: 9.
- 1999./00.: 6., zbog bolje razlike pogodaka od riječkog Zameta Autotransa ušli su u Ligu za prvaka, u kojoj su bili 5.
- 2000./01.: 7.
- 2001./02.: 6.
- 2002./03.: 6.
- 2003./04.: 12., u Ligi 10 za opstanak bili su 4.
- 2004./05.: 13., u Ligi 10 za opstanak bili su 7.
- 2005./06.: 4. u skupini A, u Ligi 10 za opstanak bili su 3.
- 2006./07.: 7., predzadnji u skupini A, u Ligi 12 za opstanak bili su 8., za bod izbjegavši ispadanje
- 2007./08.: 9.
- 2008./09.: 5.
- 2009./10.: 13., za bod izbjegavši ispadanje
- 2010./11.: 11.
- 2011./12.: 12., Liga za ostanak 4. (predzadnji)

## Europski kupovi
1994./95. natjecao se u Kupu gradova. U šesnaestini završnice prošli su ciparski Kentro Neotitos Larnacos bez borbe, u osmini nizozemski Thrifty Aalsmeer su obranili pobjedu od 21:15 na domaćem terenu, a zaustavio ih je u četvrtzavršnici njemački predstavnik, jaki TV Niederwürzbach koji je te godine pobijedio u tom natjecanju.

## Poznati igrači
- Blaženko Lacković, igrao u Varteksu od 1997. do 2001.
- Zoran Jeftić[7]
- Nino Tomašić, jedan od najbolji vratara na svijetu po izboru IHF-a nastupao je za reprezentaciju svijeta.
- Sandro Meštrić, igrao od 2014. do 2021.
- Matija Špikić

## Poznati treneri
- Stjepan Obran, trenirao Varteks od 2007.

## Vanjske poveznice
- Službene stranice  Arhivirana inačica izvorne stranice od 11. svibnja 2013. (Wayback Machine)